# Mevania

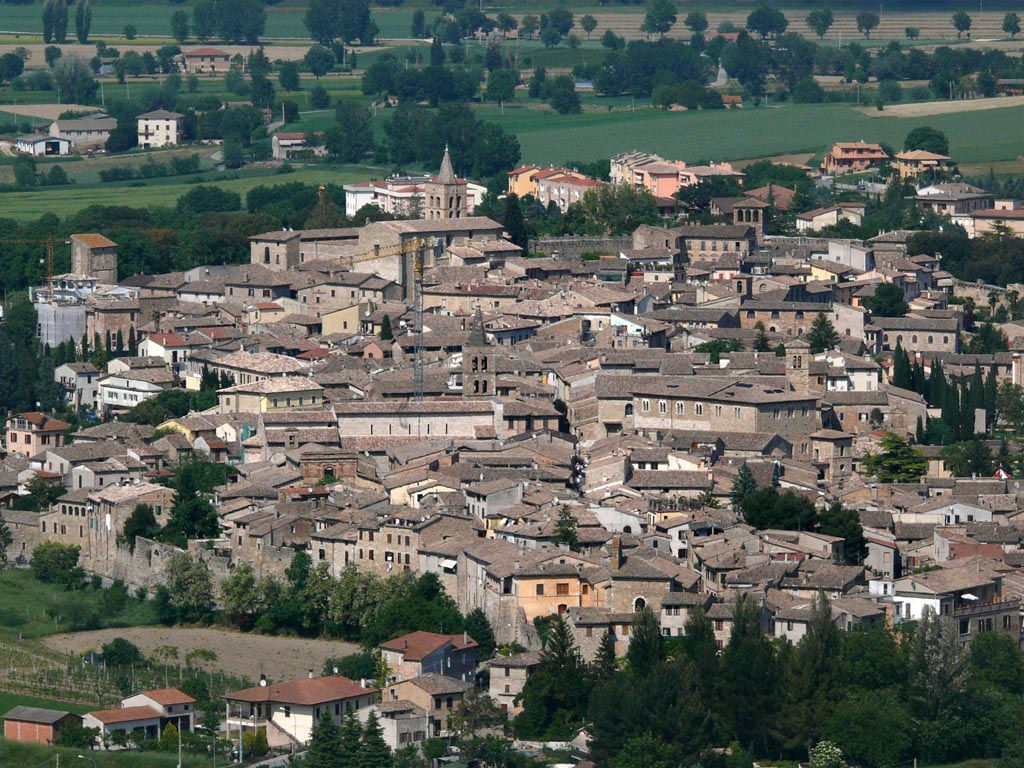
Widok na współczesne miasto Bevagna

Mevania (łac. Mevaniensis, wł. Bevagna) – stolica historycznej diecezji w Italii erygowanej około roku 500, a skasowanej około roku 900.
Współczesne miasto Bevagna znajduje się w Prowincji Perugia we Włoszech. Obecnie katolickie biskupstwo tytularne ustanowione w 1968 przez papieża Pawła VI.

## Biskupi tytularni
| Lp. | Biskup                        | Funkcja                                     | Od               | Do                |
| --- | ----------------------------- | ------------------------------------------- | ---------------- | ----------------- |
| 1   | Jesús Mateo Calderón Barrueto | biskup pomocniczy Ica (Peru)                | 13 marca 1969    | 3 listopada 1972  |
| 2   | José de Jesús Tirado Pedraza  | biskup pomocniczy Monterrey (Meksyk)        | 25 stycznia 1973 | 7 grudnia 1976    |
| 3   | Fortunato Baldelli            | nuncjusz apostolski                         | 12 lutego 1983   | 20 listopada 2010 |
| 4   | Marcello Bartolucci           | sekretarz Kongregacji Spraw Kanonizacyjnych | 29 grudnia 2010  |                   |